# Johan Cruyff Foundation
De Johan Cruyff Foundation (oorspronkelijk Johan Cruyff Welfare Foundation) is een stichting opgericht in 1997 door voormalig voetbalspeler en coach Johan Cruijff (1947-2016). Het doel van de foundation is een mogelijkheid te bieden aan kinderen, ook kinderen met een beperking, om te sporten.
Om haar doel te bereiken bouwt de Foundation Cruyff Courts, kleine voetbalvelden met kunstgras in woonwijken. Tot 2016 heeft de organisatie meer dan 200 van deze velden aangelegd, waarvan er 33 speciaal ontworpen zijn voor kinderen met een beperking. Cruyff Courts worden opgezet in een samenwerking tussen de Foundation en de stad. Als de court in de buurt van een school ligt dient er ten minste één keer per jaar een schooltoernooi gehouden te worden.
Cruijff richtte de foundation op in 1997, toen hij 50 jaar werd, omdat hij het beter achtte liefdadigheidsprojecten zelf op te zetten in plaats van zijn naam aan projecten te lenen waar hij geen controle over had. Terre des Hommes werd aangezocht als adviseur. Het hoofdkantoor van de foundation is gevestigd in Amsterdam.
In november 2019 beweerde journalist Auke Kok in een uitzending van het tv-programma De Wereld Draait Door bij gelegenheid van het verschijnen van Johan Cruijff, de biografie dat Cruijff tijdens zijn leven op jaarbasis een bedrag van 1 miljoen euro zou hebben ontvangen van de organisatie. Dit werd door een woordvoerder met klem tegengesproken. Toen het boek verscheen ontstond er commotie over met name zeven alinea’s uit de totaal 639 pagina’s tellende biografie. Op 15 november werd door de rechter in een kort geding een plicht tot rectificatie opgelegd omdat de auteur voor die bewering geen bewijs leverde. Bij de eerste druk moet een inlegvel komen. In een eventuele volgende druk moet deze passage uit het boek verwijderd worden.